# Alopeconeso
Alopeconeso (en griego, Ἀλωπεκόννησος ‘isla del zorro’) es una antigua ciudad griega del Quersoneso tracio.
Es citada en el Periplo de Pseudo-Escílax, en el cuarto lugar de una sucesión de ciudades del Quersoneso tracio formadas por Cardia, Ide, Peón, Alopeconeso, Araplo, Eleunte y Sesto.
El geógrafo griego Estrabón la sitúa entre la ciudad de Limnas y el promontorio de Macusia, y comenta que en Alopeconeso está el final del golfo de Melas. El geógrafo añade que la antigua ciudad de Eno había sido colonia de Alopeconeso antes de serlo de Mitilene y de Cime.
La ciudad perteneció a la liga de Delos puesto que aparece en listas de tributos a Atenas entre 451/2 y 429/8 a. C.
El Quersoneso pasó a manos de los odrisios en la época del rey Cotis I y los atenienses trataron de recuperar su control. Demóstenes cita Alopeconeso en el discurso que compuso contra Aristócrates, como un lugar que estaba lleno de corsarios y piratas que fue asediado por los atenienses, mientras los corsarios fueron ayudados por Caridemo, aunque finalmente este último firmó un tratado con los atenienses.
Se conservan monedas de bronce acuñadas por Alopeconeso, fechadas entre los años 400 y 200 a. C, donde figura inscrita la abreviatura del nombre de la ciudad como ΑΛΩ o ΑΛΩΠΕΚΟΝ.
Entre sus hijos ilustres se contaba al matemático Dinóstrato.
Se localiza en el promontorio de Küçuk Kemikli.